# Telamonia agapeta
Telamonia agapeta là một loài nhện trong họ Salticidae.
Loài này thuộc chi Telamonia. Telamonia agapeta được Tord Tamerlan Teodor Thorell miêu tả năm 1881.